# Stralsund: Kaltes Blut
Kaltes Blut ist ein deutscher Fernsehfilm von Petra K. Wagner aus dem Jahr 2024. Es handelt sich um den dreiundzwanzigsten Filmbeitrag der ZDF-Samstagskrimireihe Stralsund. In den Hauptrollen der Ermittler agieren Sophie Pfennigstorf und Alexander Held. Die Erstausstrahlung der Episode erfolgte am 12. Oktober 2024 im ZDF.